# Biblioteca del Sapere Newton
Elenco delle uscite della serie Il sapere. Enciclopedia tascabile (o Biblioteca del sapere) della casa editrice Newton Compton.

## Elenco uscite
| Numero | Titolo                                                               | Autore                                                                     | Sezione                       | Anno |
| ------ | -------------------------------------------------------------------- | -------------------------------------------------------------------------- | ----------------------------- | ---- |
| 1      | Il medioevo                                                          | Ludovico Gatto                                                             | Storia archeologia geografia  | 1994 |
| 2      | Il buddhismo                                                         | Pio Filippani Ronconi                                                      | Scienze umane                 | 1994 |
| 3      | La letteratura latina                                                | Pierre Grimal                                                              | Arte letteratura linguistica  | 1994 |
| 4      | Le droghe                                                            | Enrico Malizia                                                             | Scienze tecnologia medicina   | 1994 |
| 5      | La storia del jazz                                                   | Walter Mauro                                                               | Comunicazione spettacolo      | 1994 |
| 6      | La seconda guerra mondiale                                           | Henri Michel                                                               | Storia archeologia geografia  | 1994 |
| 7      | Storia della psicologia                                              | Maurice Reuchlin                                                           | Scienze umane                 | 1994 |
| 8      | La cellula vivente                                                   | Henri Firket                                                               | Scienze tecnologia medicina   | 1994 |
| 9      | Storia di Roma antica dalle origini alla fine della Repubblica       | Giuseppe Antonelli                                                         | Storia archeologia geografia  | 1994 |
| 10     | Il futurismo                                                         | Mario Verdone                                                              | Arte letteratura linguistica  | 1994 |
| 11     | Gli Aztechi                                                          | Jacques Soustelle                                                          | Storia archeologia geografia  | 1994 |
| 12     | Il sogno e le sue interpretazioni                                    | Serena Foglia                                                              | Scienze umane                 | 1994 |
| 13     | Dizionario della musica Pop & Rock                                   | Claudio Quarantotto                                                        | Comunicazione spettacolo      | 1994 |
| 14     | L'agopuntura                                                         | Vincenzo Calò                                                              | Scienze tecnologia medicina   | 1994 |
| 15     | La rivoluzione francese                                              | Frédéric Bluche, Stéphane Rials, Jean Tulard                               | Storia archeologia geografia  | 1994 |
| 16     | La Cina contemporanea, 1949-1994                                     | Napoleone Colajanni                                                        | Politica economia diritto     | 1994 |
| 17     | Hitler e il nazismo                                                  | Claude David                                                               | Storia archeologia geografia  | 1994 |
| 18     | Dizionario di psicologia e psichiatria                               | Michel Godfryd                                                             | Scienze umane                 | 1994 |
| 19     | La musica americana dal song al rock                                 | Walter Mauro                                                               | Comunicazione spettacolo      | 1994 |
| 20     | Sociologia della letteratura                                         | Robert Escarpit                                                            | Arte letteratura linguistica  | 1994 |
| 21     | La fecondazione umana                                                | Elisabetta Chelo                                                           | Scienze tecnologia medicina   | 1994 |
| 22     | Le diete                                                             | Luciano e Federico di Nepi                                                 | Società ambiente vita pratica | 1994 |
| 23     | Le sette in Italia                                                   | Cecilia Gatto Trocchi                                                      | Scienze umane                 | 1994 |
| 24     | Le piante medicinali                                                 | Roberto Michele Suozzi                                                     | Scienze tecnologia medicina   | 1994 |
| 25     | La massoneria in Italia                                              | Enrico Nassi                                                               | Storia archeologia geografia  | 1994 |
| 26     | Architettura. Concetti di una controstoria                           | Bruno Zevi                                                                 | Arte letteratura linguistica  | 1994 |
| 27     | Storia della letteratura francese                                    | Giacinto Spagnoletti                                                       | Arte letteratura linguistica  | 1994 |
| 28     | La prima guerra mondiale                                             | Pierre Renouvin                                                            | Storia archeologia geografia  | 1994 |
| 29     | Le grandi religioni                                                  | Francesca Brezzi                                                           | Scienze umane                 | 1994 |
| 30     | Storia della sessualità                                              | André Morali-Daninos                                                       | Scienze umane                 | 1994 |
| 31     | Dizionario di economia                                               | Frédéric Teulon                                                            | Politica economia diritto     | 1994 |
| 32     | I dinosauri                                                          | Eric Buffetaut                                                             | Scienze tecnologia medicina   | 1994 |
| 33     | Storia del fascismo                                                  | Giampiero Carocci                                                          | Storia archeologia geografia  | 1994 |
| 34     | Storia dell'opera lirica                                             | Piero Mioli                                                                | Comunicazione spettacolo      | 1994 |
| 35     | Storia della letteratura americana                                   | Tommaso Pisanti                                                            | Arte letteratura linguistica  | 1994 |
| 36     | L'induismo                                                           | Pio Filippani-Ronconi                                                      | Scienze umane                 | 1994 |
| 37     | Le crociate                                                          | Ludovico Gatto                                                             | Storia archeologia geografia  | 1994 |
| 38     | Storia della lingua italiana                                         | Stefano Lanuzza                                                            | Arte letteratura linguistica  | 1994 |
| 39     | La magia                                                             | Cecilia Gatto Trocchi                                                      | Scienze umane                 | 1994 |
| 40     | AIDS                                                                 | Enrico Malizia                                                             | Scienze tecnologia medicina   | 1994 |
| 41     | Gli etruschi                                                         | Romolo Augusto Staccioli                                                   | Storia archeologia geografia  | 1994 |
| 42     | Storia della prima repubblica                                        | Franco Cangini                                                             | Politica economia diritto     | 1994 |
| 43     | Architettura della modernità                                         | Bruno Zevi                                                                 | Arte letteratura linguistica  | 1994 |
| 44     | I simboli del sogno                                                  | Serena Foglia                                                              | Scienze umane                 | 1994 |
| 45     | Storia del cattolicesimo                                             | Jean-Baptiste Duroselle e Jean-Marie Mayeur                                | Storia archeologia geografia  | 1994 |
| 46     | Storia della Cina dalle origini ai giorni nostri                     | Paolo Santangelo                                                           | Storia archeologia geografia  | 1994 |
| 47     | Storia della chimica                                                 | Antonio Di Meo                                                             | Scienze tecnologia medicina   | 1994 |
| 48     | Storia del Far West                                                  | Viviana Zarbo                                                              | Storia archeologia geografia  | 1994 |
| 49     | Dizionario delle parole difficili                                    | Paola Sorge                                                                | Arte letteratura linguistica  | 1994 |
| 50     | Il diabete                                                           | Giancarlo De Mattia                                                        | Scienze tecnologia medicina   | 1994 |
| 51     | Il federalismo                                                       | Ludovico Gatto                                                             | Politica economia diritto     | 1995 |
| 52     | Storia del cinema italiano                                           | Mario Verdone                                                              | Comunicazione spettacolo      | 1995 |
| 53     | Storia della letteratura greca                                       | Giovanni D'Anna (a cura di)                                                | Arte letteratura linguistica  | 1995 |
| 54     | Mussolini                                                            | Paolo Alatri                                                               | Storia archeologia geografia  | 1995 |
| 55     | Storia della comunicazione                                           | Massimo Baldini                                                            | Comunicazione spettacolo      | 1995 |
| 56     | Matematica senza numeri                                              | Giuliano Spirito                                                           | Scienze tecnologia medicina   | 1995 |
| 57     | Storia del teatro inglese                                            | Masolino D'Amico                                                           | Arte letteratura linguistica  | 1995 |
| 58     | Dizionario degli errori e dei dubbi grammaticali                     | Ludovico de Cesari                                                         | Arte letteratura linguistica  | 1995 |
| 59     | Italia 1943/1945                                                     | Massimo Rendina                                                            | Storia archeologia geografia  | 1995 |
| 60     | Storia della letteratura tedesca                                     | Marino Freschi                                                             | Arte letteratura linguistica  | 1995 |
| 61     | Controstoria dell'architettura in Italia. Paesaggi e città           | Bruno Zevi                                                                 | Arte letteratura linguistica  | 1995 |
| 62     | Storia del cinema francese                                           | Cristina Bragaglia                                                         | Comunicazione spettacolo      | 1995 |
| 63     | L'informatica                                                        | Luciana Zou                                                                | Scienze tecnologia medicina   | 1995 |
| 64     | La soluzione finale                                                  | Enzo Collotti                                                              | Storia archeologia geografia  | 1995 |
| 65     | Storia della sociologia                                              | Antonio Saccà                                                              | Scienze umane                 | 1995 |
| 66     | Storia del fumetto                                                   | Manfredo Guerrera                                                          | Comunicazione spettacolo      | 1995 |
| 67     | Storia dell'Italia moderna                                           | Giampiero Carocci                                                          | Storia archeologia geografia  | 1995 |
| 68     | Storia della letteratura spagnola                                    | Pier Luigi Crovetto                                                        | Arte letteratura linguistica  | 1995 |
| 69     | Il pensiero politico del Novecento                                   | Umberto Cerroni                                                            | Politica economia diritto     | 1995 |
| 70     | Il sonno e il sogno                                                  | Olga Chiaia                                                                | Scienze umane                 | 1995 |
| 71     | La Russia postcomunista                                              | Adriano Guerra                                                             | Storia archeologia geografia  | 1995 |
| 72     | Storia del teatro italiano                                           | Giovanni Antonucci                                                         | Arte letteratura linguistica  | 1995 |
| 73     | Dizionario del cinema. Cento grandi film                             | Fernaldo Di Giammatteo                                                     | Comunicazione spettacolo      | 1995 |
| 74     | I tarocchi                                                           | Cecilia Gatto Trocchi                                                      | Società ambiente vita pratica | 1995 |
| 75     | Storia del pensiero cinese                                           | Paolo Santangelo                                                           | Storia archeologia geografia  | 1995 |
| 76     | La narrativa italiana contemporanea (1940/1990)                      | Walter Pedullà                                                             | Arte letteratura linguistica  | 1995 |
| 77     | Storia della letteratura italiana. Dalle origini al Quattrocento     | Giuliano Manacorda                                                         | Arte letteratura linguistica  | 1995 |
| 78     | Controstoria dell'architettura in Italia. Preistoria - Alto Medioevo | Bruno Zevi                                                                 | Arte letteratura linguistica  | 1995 |
| 79     | Storia della banca in Italia. Da Cavour a Ciampi                     | Napoleone Colajanni                                                        | Politica economia diritto     | 1995 |
| 80     | Dizionario del cinema. Cento grandi attori                           | Fernaldo Di Giammatteo                                                     | Comunicazione spettacolo      | 1995 |
| 81     | Dizionario dei termini e dei concetti filosofici                     | Francesca Brezzi                                                           | Scienze umane                 | 1995 |
| 82     | L'origine del cosmo                                                  | Bruno Martinis                                                             | Scienze tecnologia medicina   | 1995 |
| 83     | La Repubblica di Salò                                                | Mino Monicelli                                                             | Storia archeologia geografia  | 1995 |
| 84     | L'Italia nel Medioevo. Gli italiani e le loro città                  | Ludovico Gatto                                                             | Storia archeologia geografia  | 1995 |
| 85     | Dizionario del cinema. Cento grandi registi                          | Fernaldo Di Giammatteo                                                     | Comunicazione spettacolo      | 1995 |
| 86     | Storia della letteratura italiana. Dal Cinquecento al Settecento     | Giuliano Manacorda e Giuseppe Gangemi                                      | Arte letteratura linguistica  | 1995 |
| 87     | Controstoria dell'architettura in Italia. Romanico-Gotico            | Bruno Zevi                                                                 | Arte letteratura linguistica  | 1995 |
| 88     | Controstoria dell'architettura in Italia. Rinascimento-Manierismo    | Bruno Zevi                                                                 | Arte letteratura linguistica  | 1995 |
| 89     | Coca e cocaina                                                       | Enrico Malizia e Hilde Ponti                                               | Scienze tecnologia medicina   | 1995 |
| 90     | Storia ed epopea della cavalleria                                    | Franco Cuomo                                                               | Storia archeologia geografia  | 1995 |
| 91     | Il pensiero politico italiano                                        | Umberto Cerroni                                                            | Politica economia diritto     | 1995 |
| 92     | Storia dell'arte italiana nel XX secolo                              | Antonio Del Guercio                                                        | Arte letteratura linguistica  | 1995 |
| 93     | L'Europa tra le due guerre (1919-1939)                               | Ralph Schor                                                                | Storia archeologia geografia  | 1995 |
| 94     | Storia della letteratura italiana. Ottocento e Novecento             | Giuliano Manacorda                                                         | Arte letteratura linguistica  | 1995 |
| 95     | Controstoria dell'architettura in Italia. Barocco-Illuminismo        | Bruno Zevi                                                                 | Arte letteratura linguistica  | 1995 |
| 96     | Matematica dell'incertezza                                           | Giuliano Spirito                                                           | Scienze tecnologia medicina   | 1995 |
| 97     | Il cuore                                                             | Tommaso Altieri                                                            | Scienze tecnologia medicina   | 1995 |
| 98     | Gli Inca                                                             | Henri Favre                                                                | Storia archeologia geografia  | 1995 |
| 99     | La filosofia indiana                                                 | Leonardo Vittorio Arena                                                    | Scienze umane                 | 1995 |
| 100    | I papi del XX secolo                                                 | Giancarlo Zizola                                                           | Storia archeologia geografia  | 1995 |
| 101    | Controstoria dell'architettura in Italia. Ottocento-Novecento        | Bruno Zevi                                                                 | Arte letteratura linguistica  | 1996 |
| 102    | Controstoria dell'architettura in Italia. Dialetti architettonici    | Bruno Zevi                                                                 | Arte letteratura linguistica  | 1996 |
| 103    | Storia della letteratura russa                                       | Giovanna Spendel                                                           | Arte letteratura linguistica  | 1996 |
| 104    | La guerra civile americana                                           | Giampiero Carocci                                                          | Storia archeologia geografia  | 1996 |
| 105    | Il pensiero politico della destra                                    | Michele Prospero                                                           | Politica economia diritto     | 1996 |
| 106    | L'omeopatia                                                          | Francesco Negro                                                            | Scienze tecnologia medicina   | 1996 |
| 107    | Storia dei presidenti americani                                      | Mario Francini                                                             | Storia archeologia geografia  | 1996 |
| 108    | Dizionario dei miti                                                  | Gabriella D'Anna                                                           | Arte letteratura linguistica  | 1996 |
| 109    | Virilità e impotenza                                                 | Giancarlo De Mattia                                                        | Scienze tecnologia medicina   | 1996 |
| 110    | Buddha                                                               | Leonardo Vittorio Arena                                                    | Scienze umane                 | 1996 |
| 111    | Storia dell'industria italiana                                       | Mario Cataldo                                                              | Politica economia diritto     | 1996 |
| 112    | Storia del teatro del Novecento                                      | Giovanni Antonucci                                                         | Arte letteratura linguistica  | 1996 |
| 113    | Maometto                                                             | Alfonso di Nola                                                            | Storia archeologia geografia  | 1996 |
| 114    | Storia della moneta                                                  | Maurizio Vincenzini                                                        | Politica economia diritto     | 1996 |
| 115    | L'Italia dei comuni e delle signorie                                 | Ludovico Gatto                                                             | Storia archeologia geografia  | 1996 |
| 116    | Guida all'italiano corretto                                          | Paola Sorge                                                                | Arte letteratura linguistica  | 1996 |
| 117    | L'ipertensione arteriosa                                             | Giuseppe Germanò                                                           | Scienze tecnologia medicina   | 1996 |
| 118    | I buchi neri                                                         | Giancarlo Bernardi                                                         | Scienze tecnologia medicina   | 1996 |
| 119    | Dizionario della musica italiana. La musica strumentale              | Renato Badali                                                              | Comunicazione spettacolo      | 1996 |
| 120    | Il sistema politico americano                                        | Massimo Teodori                                                            | Politica economia diritto     | 1996 |
| 121    | Gli angeli                                                           | Renzo Lavatori                                                             | Scienze umane                 | 1996 |
| 122    | I sondaggi di opinione. Idee per il campionamento                    | Alan Stuart                                                                | Scienze tecnologia medicina   | 1996 |
| 123    | Dizionario di geografia fisica                                       | Fulvio Fulvi                                                               | Storia archeologia geografia  | 1996 |
| 124    | Storia della fotografia                                              | Diego Mormorio                                                             | Scienze tecnologia medicina   | 1996 |
| 125    | Il taoismo                                                           | Aldo Tagliaferri                                                           | Scienze umane                 | 1996 |
| 126    | Come mantenere giovane il cervello                                   | Quinzio Granata                                                            | Società ambiente vita pratica | 1996 |
| 127    | Dizionario della musica italiana. La musica lirica                   | Piero Mioli                                                                | Comunicazione spettacolo      | 1996 |
| 128    | L'Unione Europea                                                     | Gian Piero Orsello                                                         | Politica economia diritto     | 1996 |
| 129    | Le nuove frontiere della mente                                       | Angelo Guido Sabatini e Francesco Ianneo                                   | Scienze umane                 | 1996 |
| 130    | Capire l'arte                                                        | Ave Appiano                                                                | Arte letteratura linguistica  | 1996 |
| 131    | Il cinema dell'orrore                                                | Antonello Sarno                                                            | Comunicazione spettacolo      | 1996 |
| 132    | Gramsci                                                              | Antonio A. Santucci                                                        | Storia archeologia geografia  | 1996 |
| 133    | Storia degli Stati Uniti d'America                                   | Massimo Teodori                                                            | Storia archeologia geografia  | 1996 |
| 134    | La psicoanalisi infantile                                            | Caterina Fischetti                                                         | Scienze umane                 | 1996 |
| 135    | Il Rinascimento in Italia                                            | Sandra Suatoni                                                             | Arte letteratura linguistica  | 1996 |
| 136    | Dizionario di sociologia                                             | Antonio Saccà                                                              | Scienze umane                 | 1996 |
| 137    | Storia della medicina del XX Secolo                                  | Luciano Sterpellone                                                        | Scienze tecnologia medicina   | 1996 |
| 138    | Dizionario della musica italiana. La canzone                         | Augusto Pasquali                                                           | Comunicazione spettacolo      | 1997 |
| 139    | Dizionario dell'ambiente                                             | Enrico Malizia                                                             | Società ambiente vita pratica | 1997 |
| 140    | Storia del teatro antico. Grecia e Roma                              | Giovanni Antonucci                                                         | Arte letteratura linguistica  | 1997 |
| 141    | Dizionario dei termini bancari                                       | Loretta Bruschini Vincenzini                                               | Politica economia diritto     | 1997 |
| 142    | Il musical americano da Broadway a Hollywood                         | Walter Mauro                                                               | Comunicazione spettacolo      | 1997 |
| 143    | Il feudalesimo                                                       | Ludovico Gatto                                                             | Storia archeologia geografia  | 1997 |
| 144    | Storia della mafia                                                   | Giuseppe Carlo Marino                                                      | Storia archeologia geografia  | 1997 |
| 145    | Introduzione alla Bibbia                                             | Sergio Canelles, Cristiana Caricato, Luciano Piscaglia e Saverio Simonelli | Scienze umane                 | 1997 |
| 146    | I sistemi politici europei                                           | Michele Prospero                                                           | Politica economia diritto     | 1997 |
| 147    | La vita extraterrestre                                               | Giancarlo Bernardi                                                         | Scienze tecnologia medicina   | 1997 |
| 148    | L'ABC di Internet                                                    | Rita Guidi e Francesco Zanichelli                                          | Scienze tecnologia medicina   | 1997 |
| 149    | L'astrologia                                                         | Patrizia Tamiozzo Villa                                                    | Società ambiente vita pratica | 1997 |
| 150    | Storia dell'educazione                                               | Mario Alighiero Manacorda                                                  | Scienze umane                 | 1997 |
| 151    | Catilina                                                             | Giuseppe Antonelli                                                         | Storia archeologia geografia  | 1997 |
| 152    | Mantenersi sani in tempi di AIDS                                     | Laura Spizzico                                                             | Scienze tecnologia medicina   | 1997 |
| 153    | Storia del colonianismo                                              | Roberto Ivaldo                                                             | Storia archeologia geografia  | 1997 |
| 154    | Storia dell'Albania                                                  | Nunzio Dell'Erba                                                           | Storia archeologia geografia  | 1997 |
| 155    | Manuale di grafologia                                                | Paola Urbani                                                               | Società ambiente vita pratica | 1997 |
| 156    | Le invasioni barbariche                                              | Ludovico Gatto                                                             | Storia archeologia geografia  | 1997 |
| 157    | Dizionario di geografia umana                                        | Fulvio Fulvi                                                               | Storia archeologia geografia  | 1997 |
| 158    | L'esplorazione dello spazio                                          | Luigi Balis Crema e Antonio Castellani                                     | Scienze tecnologia medicina   | 1997 |
| 159    | I samurai                                                            | Alida Alabiso                                                              | Storia archeologia geografia  | 1997 |
| 160    | Storia dell'Inquisizione                                             | Rino Camilleri                                                             | Storia archeologia geografia  | 1997 |
| 161    | Dizionario dei termini medici più comuni                             | Luciano Sterpellone                                                        | Scienze tecnologia medicina   | 1997 |
| 162    | Storia della letteratura ispano-americana                            | Vanni Blengino                                                             | Arte letteratura linguistica  | 1997 |
| 163    | Storia dei neri d'America                                            | Walter Mauro                                                               | Storia archeologia geografia  | 1997 |
| 164    | Storia della Borsa                                                   | Loretta Bruschini Vincenzini                                               | Politica economia diritto     | 1998 |
| 165    | Le guerre dell'Italia unita                                          | Andrea Frediani                                                            | Storia archeologia geografia  | 1998 |